# Seifertia azaleae
Seifertia azaleae är en svampart som först beskrevs av Peck, och fick sitt nu gällande namn av Partr. & Morgan-Jones 2002. Seifertia azaleae ingår i släktet Seifertia, divisionen sporsäcksvampar och riket svampar.   Inga underarter finns listade i Catalogue of Life.